# Mylonit

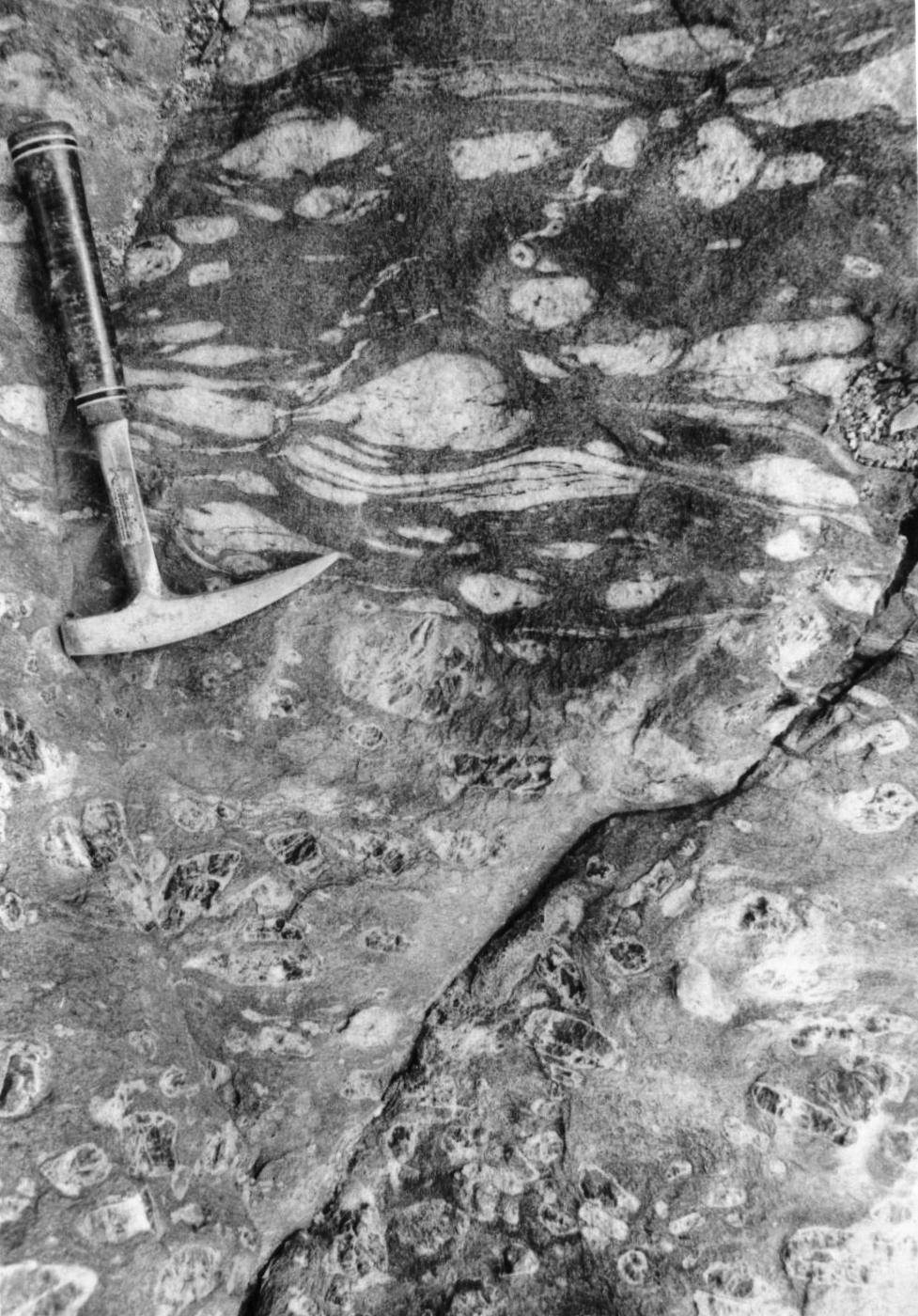
Übergang von einem Granodiorit (unten) in einen Protomylonit. Die dunklen Kristalle im Granodiorit sind Andesine, die im Protomylonit zu weißem Oligoklas rekristallisiert sind. Orvinfjella, Dronning Maud Land, Antarktika.

Mylonit (von gr. μύλη mýle ‚Mühle‘) ist ein metamorphes Gestein, das durch den Prozess der Dislokationsmetamorphose entstanden ist. Der Begriff wurde 1885 von Charles Lapworth eingeführt und 1910 auch in die deutsche Fachliteratur übernommen. Der Begriff Mylonit beschreibt einen Gesteinstyp mit einem bestimmten Gefüge, er gibt keine Information über den Mineralbestand.

## Entstehung
Mylonite entstehen an tektonischen Störungszonen durch scherende Bewegung zweier aneinander vorbeigleitender Gesteinskörper. Das wesentliche Merkmal von Myloniten ist die duktile Verformung des Gesteins bei hohen Temperaturen. Die überwiegende Mehrzahl der Minerale in einem Mylonit muss durch plastische Verformung verändert worden sein. Im Gegensatz dazu wurden in einem Kataklasit die Minerale durch mechanische Reibung zerbrochen, da der Vorgang im Sprödbereich ablief. Mylonite haben eine ausgeprägte Lagentextur und meist ein deutliches Streckungslinear, das die Richtung der tektonischen Bewegung anzeigt.

## Dynamische Kristallisation
Die plastische Verformung wird durch die dynamische Kristallisation der Minerale verursacht. Die Anpassung der Minerale an die herrschende Scherspannung erfolgt kontinuierlich (dynamisch), vor allem durch Versatz an den Grenzflächen von Kristallen, durch Versatz an kristallinternen Gitterebenen und durch Zwillingsbildung. Wenn zwei Kristalle der gleichen Mineralart aneinandergrenzen, kann durch Diffusion auch ein Korn das andere „aufzehren“; dieser Prozess wird als Korngrenzenwanderung bezeichnet.

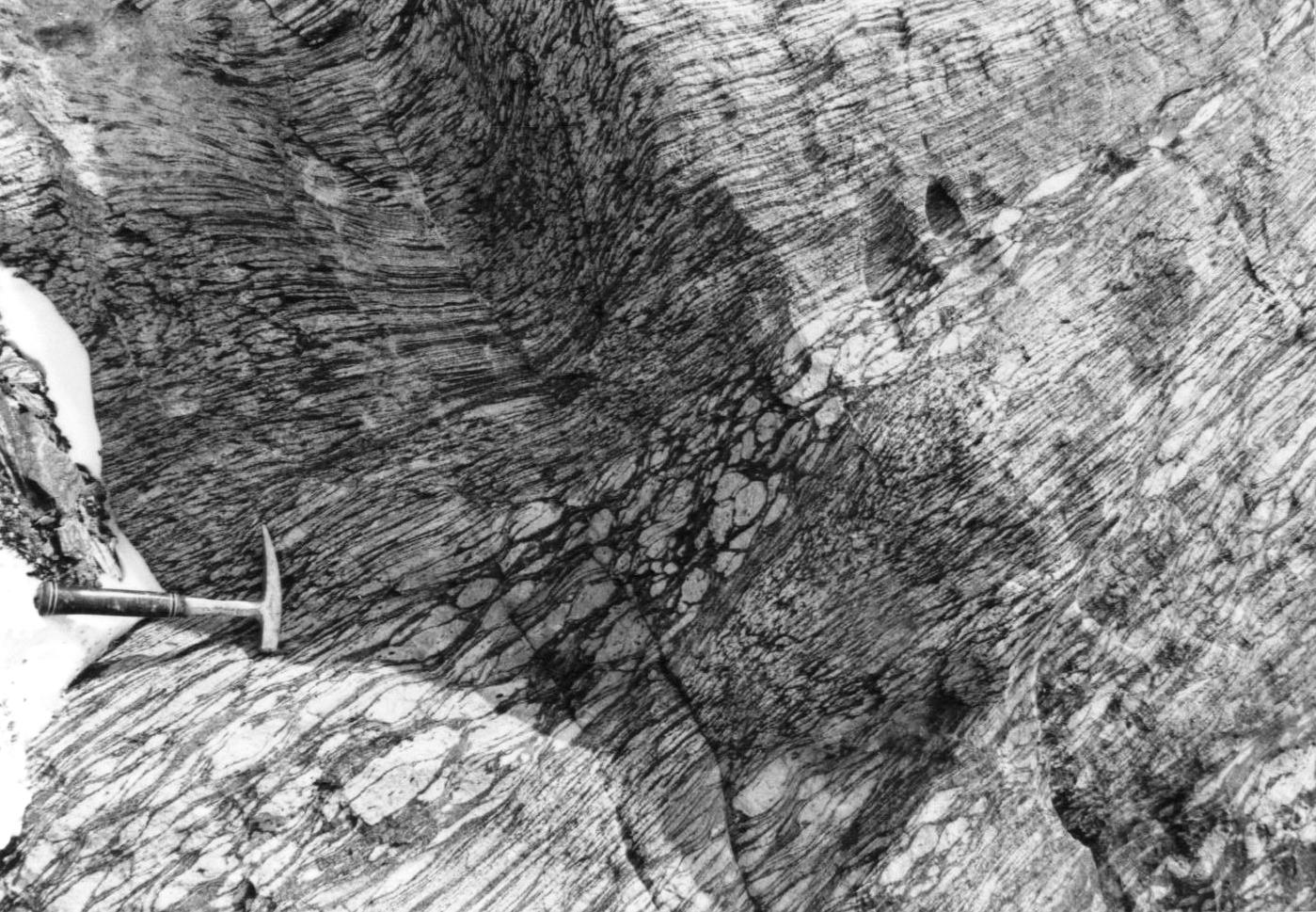
Protomylonit mit Übergängen zum Orthomylonit. Orvinfjella, Dronning Maud Land, Antarktika.

## Bedingungen bei der Mylonitbildung
Die Mylonitbildung ist einerseits von den Materialeigenschaften der Ausgangsgesteine, andererseits aber auch von den physikalischen Bedingungen während der Verformung abhängig. Bei typischen Silikatgesteinen der Erdkruste, die große Mengen Quarz und Feldspat enthalten, beginnt die plastische Verformung bei etwa 280 °C und 10 km Tiefe. Bei Salzgesteinen und Marmor liegen die Temperaturen deutlich niedriger. Die Verformungsraten liegen zwischen 10−13 und 10−15 s−1. Dabei werden die verformten Minerale in der Regel kleiner als im Ausgangsgestein. Bei sehr hohen Temperaturen und geringen Verformungsraten, tendieren die Minerale jedoch zum Wachstum und es entstehen grobkörnige Mylonite (Blastomylonite).

## Klassifikation

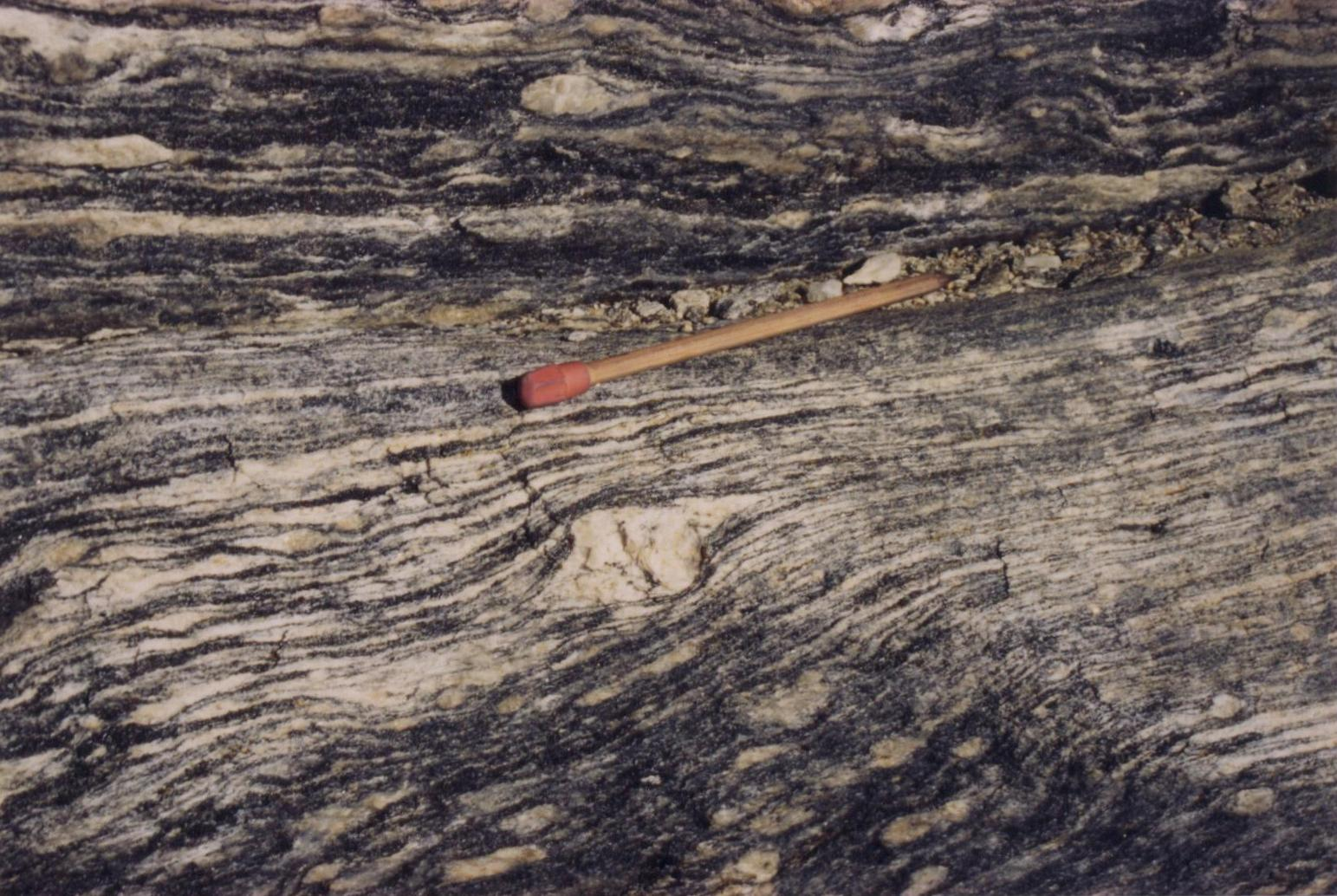
Orthomylonit mit großem Porphyroklasten in der Bildmitte. Dallmannberge, Dronning Maud Land, Antarktika.

Mylonite werden nach dem Verhältnis von verformten Mineralen zu unveränderten Bestandteilen des Ausgangsgesteins (Porphyroklasten) in Protomylonit, Orthomylonit und Ultramylonit eingeteilt. Darüber hinaus wird der Name des Ausgangsgesteins (Granit-Protomylonit) oder des häufigsten Minerals (Quarz-Orthomylonit) vorangestellt, um ein Gestein genauer zu benennen.
- Protomylonit

Porphyroklasten, also Fragmente des ursprünglichen Gesteins, sind mit einem Volumenanteil von mehr als 50 % am Gesamtgestein als flache Elemente in einer feinkörnigen Umgebung eingeregelt, die schlierig wirkt. Das Gestein hat insgesamt eine linsenartige Paralleltextur.
- Orthomylonit

Im Gestein herrschen insgesamt feinkörnige Bestandteile (unter 0,5 mm Durchmesser) vor, die in einer deutlichen Paralleltextur angeordnet sind. Porphyroklasten bilden 50 – 10 % des Gesteins und werden von der feinkörnigen Matrix umflossen. Glimmerreiche Mylonite werden als Phyllonite bezeichnet.
- Ultramylonit

Das gesamte Gestein besteht aus feinkörnigen Bestandteilen, die durch ihre Anordnung eine ausgesprochen deutliche Lagentextur erzeugen, ein Hauptkennzeichen eines Mylonits. Porphyroklasten sind kaum oder nicht vorhanden, ihr Anteil beträgt weniger als 10 %.